# Phaläkischer Vers
Phaläkischer Vers (auch Phaläkischer Hendekasyllabus oder, vereinfachend, Hendekasyllabus; griechisch Phalaikeion; lateinisch Phalaeceus, daher auch Phaläkeus) ist in der antiken Verslehre ein nach dem hellenistischen Dichter Phalaikos benanntes elfsilbiges äolisches Versmaß, das einem Glykoneus entspricht, dem ein katalektischer jambischer Monometer nachgestellt wird. Das metrische Schema ist:
○○—◡◡—◡—◡—◠

## Antike Dichtung
Der Vers wurde in der griechischen Lyrik von Sappho, Anakreon und Kallimachos verwendet. In der lateinischen Dichtung erscheint er im 1. Jahrhundert v. Chr. bei Furius Bibaculus und Varro, ist dann bei Catull das am häufigsten verwendete Versmaß, außerdem bei Martial, Statius, Prudentius und Martianus Capella.
Die von den beiden ersten Silben gebildete Basis ist manchmal jambisch oder trochäisch, bei Catull meistens und bei Martial und Statius ausschließlich spondeisch. Die Zäsur liegt überwiegend nach der sechsten Silbe (331-mal bei Catull):
Cu̱i do̱no̱ lepidu̱m  ‖  novu̱m libe̱llum
Häufig ist auch Zäsur nach der fünften Silbe (153-mal):
Co̱rne̱li̱, tibi  ‖  na̱mque tu̱ sole̱bas.
Ausfall der Zäsur ist selten (11-mal).
Im 42. Carmen ruft Catull seine phaläkischen Verse an und bittet sie um Hilfe. V1-V6:
Adeste, hendecasyllabi, quot estis

omnes, undique, quotquot estis omnes. 	

iocum me putat esse moecha turpis, 	

et negat mihi nostra reddituram  	

pugillaria, si pati potestis. 	

persequamur eam et reflagitemus.
In der deutschen Übersetzung von Theodor Heyse:
Ihr Elfsilbeler, her zu mir, von allen

Ort und Enden daher, ihr allzusammen!

Eine hässliche Metze will mich foppen

Und verweigert herauszugeben eure

Liedertäfelchen - wenn ihr's leidet nämlich -

Auf! ihr nach, sie zu fassen, dass sie hergibt!

## Deutsche Dichtung
Die deutsche Entsprechung des antiken Phaläkischen Verses besteht aus fünf Trochäen, deren zweiter durch einen Daktylus ersetzt wird; der erste Trochäus wird, ebenso wie der letzte, bei einigen Verfassern gelegentlich durch einen Spondeus ersetzt. Das metrische Schema ist:
—◡—◡◡—◡—◡—◡
Die bei Catull so häufige Zäsur nach der sechsten Silbe kommt seltener vor, kennzeichnet aber auch im deutschen Phaläkischen Vers eine wichtige Stelle; Karl Wilhelm Ludwig Heyse merkt an: „Der Vers gewinnt sehr an Lebendigkeit durch Beobachtung der Zäsur.“ Die rhythmischen Möglichkeiten, die die Basis dem antiken Vers zur Verfügung stellt, werden im deutschen Vers kaum verwirklicht:
Es mag lindern der weiten Trennung Sehnsucht
◡——◡◡—◡—◡——
Friedrich August Wolf, aus Vor einem neuen Bildnis Goethes; die Basis ist jambisch, „Es mag“.
Der Phaläkische Vers, so Johann Heinrich Dambeck in seinen Vorlesungen über Ästhetik, „passt bei seinem gemäßigten Gange für kleine Dichtungen von naiver, scherzhafter und überhaupt sanfter Empfindung. Eine nicht zu billigende Wahl ist es hingegen, wenn ihn manche bei Gedichten heroischen Inhalts brauchen, denn dafür hat er nicht Kraft genug.“
In der deutschen Dichtung ist der Phaläkische Vers vor allem in der zweiten Hälfte des 18. Jahrhunderts auf zwei Arten verwendet worden: stichisch gereiht oder als Bestandteil einer für gewöhnlich vierzeiligen Strophe.

### Stichische Verwendung
Die Einschätzung Dambecks bestätigt sich durch die Titel der Gedichte verschiedener Verfasser, in denen der Phaläkische Vers stichisch gereiht verwendet wird: Nänie auf den Tod einer Wachtel (Karl Wilhelm Ramler), Übersendung einer Tasche an ein Frauenzimmer (Johann Nikolaus Götz), Hendecasyllabus auf Bürgers Tod (Klamer Schmidt), An ein Veilchen (Ludwig Hölty, vertont von Johannes Brahms), An die Grazien und Musen, als Herr Gleim krank war (Wilhelm Heinse), Die vertriebenen Schwalben (Friedrich Rückert), Hendekasyllaben in der blauen Grotte (Karl Woermann), An den verlorenen Stock (David Friedrich Strauß). Kräftiger im Ton klingt An Goeckingk (Johann Heinrich Voß); der Anfang:
Welche Hexe, geübt, zur Walpurgsgala

Meister Satans auf Bock und Ofengabel

Hinzureiten; vor Lust aus ihrem Nachttopf

Ungewitter zu gießen; Flöh’ und Wanzen,

Mäus’ und Ratzen in unbekreuzte Häuser

Frommer Leute zu bannen; Saatenfelder

Kahl zu hexen; und nachts die Kuh des Nachbars

Durch den Ständer zu melken, dass die Viehmagd

Voll Verwunderung Blut statt Milch herauszerrt:

Welch triefäugichtes, schieles, ausgestäuptes,

Längst für Galgen und Rad und Strang und Holzstoß

Reifgewordenes Weib – erfand das Posthorn,

…
Das nur vier Verse lange An einen Einsiedler (Karl von Reinhard) nutzt den Vers epigrammatisch, Fragment des Archilochos (August von Platen) behandelt das politische Zeitgeschehen; Friedrich von Matthissons Milesisches Märchen ist erzählender Art, wirkt aber heute gelegentlich unfreiwillig komisch (Wut entfunkelte drob des Unholds Nachtblick). Wilhelm Waiblinger hat in seinen Dichtungen aus Italien Lieder auf verschiedene Orte in diesem Maß geschrieben, darunter drei Lieder aus Sorrent. Ein Ausschnitt aus dem zweiten Lied:
Hier auf blühenden Felsen, die der Abend

Purpurn färbt und der frische Meerwind kühlet,

Hier im ewigen Schatten der Zitrone,

Freund, umatmen mich Lüfte rein und milde,

Wie die Götter sie trinken! Klar und helle

Lockt zum Bade das heit’re Meer, es lockt die

Schatt’ge, hallende Grotte. Wie die Seele,

Die in Unschuld ich liebt’, durchs holde Auge,

Leuchtet ruhig der stille Grund der Wasser.

Selbst das Kieselchen siehst du hier, nur selten,

Dem bescheidenen Wunsch des Innern ähnlich,

Regt ein lieblicher Schauer diese Tiefe.
Aus Johann Gottfried Herders Nachdichtungen der Werke Jacob Baldes stammen die selbstbezüglichen Verse:
Arme Hendekasyllaben und Jamben

Und Elegische Verse, das ist unser

Lohn: wir werden verlacht. Man spricht zum Dichter:

„Wahrheit billiget man; Das Eitle liebt man.“

### Strophische Verwendung
Meist schließen sich hierbei an zwei Phaläkische Verse zwei weitere, in der Regel anders gebaute Verse an. Ein Beispiel von Friedrich Gottlieb Klopstock, An Sie, dritte Strophe:
—◡—◡◡—◡—◡—◡
—◡—◡◡—◡—◡—◡
—◡—◡◡—◡
—◡◡—◡◡—
Auf den Flügeln der Ruh’, in Morgenlüften,

Hell vom Taue des Tags, der höher lächelt,

Mit dem ewigen Frühling,

Kommst du den Himmel herab.
Die Zäsuren der beiden Phaläkischen Verse liegen, wie schon beim antiken Vorbild Catull, hinter der sechsten Silbe. Friedrich Schiller hat sein einziges Gedicht in ungereimtem, deutsch-antikem Strophenbau in dieser Form geschrieben: Der Abend, vertont (unter anderem) von Johannes Brahms; Johann Heinrich Voß verwendete die Strophe in An Goethe, Franz von Sonnenberg in Der Totenhain.
Gelegentlich ist der Schlussvers dieser Strophe um einen Anapäst verlängert wie in Klopstocks Für den König; dessen 16. Strophe:
—◡—◡◡—◡—◡—◡
—◡—◡◡—◡—◡—◡
—◡—◡◡—◡
—◡◡—◡◡—◡◡—
Ach der Wonne, vor Gott gelebt zu haben!

Gute Taten um sich, in vollen Scharen,

Zu erblicken! Sie folgen,

Jüngling, ihm nach in das ernste Gericht!
Friedrich Matthisson ergänzt in mehreren Gedichten die beiden einleitenden Phaläkischen Verse um einen dritten Vers dieser Art und einen Adoneus, wie in Vauklüse, zweite Strophe:
—◡—◡◡—◡—◡—◡
—◡—◡◡—◡—◡—◡
—◡—◡◡—◡—◡—◡
—◡◡—◡
Hier wohnt Stille des Herzens; goldne Bilder

Steigen aus der Gewässer klarem Dunkel;

Hörbar waltet am Quell der leise Fittig

Segnender Geister.
Diese Strophe ähnelt der Sapphischen Strophe, bei der der Daktylus sich in den ersten drei Versen nicht im zweiten, sondern im dritten Versfuß befindet. Karl Bernhard Garve bestimmt den Unterschied zwischen den beiden Strophen so: „Diese Strophe hat vor der sapphischen einen Vorzug an Leichtigkeit und Munterkeit, weicht ihr aber an Ernst und einer gewissen weichen Fülle des Gefühls.“ Herder hat bei inhaltlicher Anlehnung an einen in sapphischen Strophen verfassten Text Catulls (Carmina 1,12) sein Gedicht Deutschlands Ehre in diesen phaläkischen Strophen verfasst; deutlich spätere Beispiele sind Kalypso und Die Wandlung von Friedrich Georg Jünger.
Matthissons mit Vauklüse baugleiches, vierstrophiges Gedicht Adelaide wurde von Ludwig van Beethoven vertont.
Matthisson ähnlich verfährt Johann Heinrich Friedrich Meineke, der auf drei Phaläkische Verse aber einen Pentameter folgen lässt (für ein Beispiel siehe den Pentameter-Eintrag).
August Apel füllt in Ruhm und Glück die Strophe des Skolienrhythmus auf antikisierende Art. Die erste Strophe:
—◡—◡◡—◡—◡—◡
—◡—◡◡—◡—◡—◡
◡◡—◡— | —◡◡—
—◡◡—◡—— | ◡◡—◡—
Tausendstimmiges Lob mag euch vergöttern,

Mit lautkrachendem Lärm Kanonenmachtruf

Und Posaunenschall weit in das Land

Donnern der Helden Siegsruhm, in der Schlacht erkämpft;